# Orde van de Verhevenen
De Orde van de Verhevenen (Arabisch: "Wisam al-Aliyeh") was een ridderorde van de Sultan van Zanzibar. De orde werd opgericht door sultan Sayyid 'Ali II bin Hamud op 7 juni 1905 ter gelegenheid van zijn volwassenwording en troonsbestijging. De orde heeft bestaan tot 1911.
De orde had een Bijzondere Klasse waarvan de  met robijnen en diamanten versierde ster ster aan bevriende staatshoofden werd geschonken en vier graden. De ster bevatte acht robijnen, 24 grote diamanten en 24 kleine briljanten. Er wesren op bestelling meer of minder kostbare sterren vervaardigd. Aan de orde was ook een Zilveren Medaille verbonden die, zoals op Zanzibar ook bij de Orde van de Stralende Ster het geval was overeenkomt met de rang van Ridder ofwel de vijfde graad van de Europese orden.
De orde werd in het protocol van Zanzibar beschreven als de "derde ridderorde van de Sultan" en volgde daarmee in rang op de Orde van de Lovenswaardigen en de Orde van de Stralende Ster. De Orde van de Verhevenen werd in 1911 afgeschaft.
Het kleinood was een ster met acht witte armen met brede donkerrode randen. In het centrale medaillon is de tugra, de gekalligrafeerde handtekening van de heerser, in goud op een donkerrode achtergrond aangebracht. Als verhoging was een vijfpuntige ster binnen een lauwerkrans gekozen die de verbinding en ophanging aan het lint vormde.
Bij de Bijzondere Klasse is de buitenste rand van het medaillon zwart en onversierd. Bij de sterren van de Grootkruisen en Grootofficieren is rond het medaillon een groen geëmailleerde lauwerkrans gelegd.
Het lint was rood met een brede groene bies.
De onderscheidingen van het Sultanaat Zanzibar tussen 1875 en 1964.

Orde van de Onafhankelijkheid ·
Orde van de Lovenswaardigen ·
Orde van de Verhevenen ·
Orde van het Verheven Portret ·
Orde van de Stralende Ster ·
Campagnemedaille ·
Medaille van de Regering ·
Medaille van Verdienste ·
Medaille voor het Zilveren Jubileum

Zie ook: Ridderorden in Zanzibar